# ЦСК ВВС в сезоне 2000
В сезоне 2000 года «ЦСК ВВС» (Самара) вновь завоевал бронзовые медали Чемпионата России.
К титулу команду привел тренерский дуэт: Александра Соловьёва и Виталия Шашкова.
В список «33 лучшие футболистки по итогам сезона 2000 г.» включены 10 футболистов «ЦСК ВВС»: Светлана Петько (вратарь, № 2), Наталья Карасёва (левый защитник, № 2), Мария Брылёва (центральная защитница (задняя), № 2), Наталья Филиппова (центральная защитница (передняя), № 1), Галина Комарова (правый полузащитник, № 1), Александра Светлицкая (левый полузащитник, № 1), Татьяна Егорова (центральный полузащитник, № 2), Ирина Григорьева (центральный полузащитник (под нападающими), № 1), Лариса Савина (правый нападающий, № 2) и Ольга Кремлева (левый нападающий, № 3)
В сборную страны вызывались игроки «ЦСК ВВС»:
| Игрок                     | Матчей | Гол | Минут | Предупреждён |
| ------------------------- | ------ | --- | ----- | ------------ |
| № 5 Наталья Филиппова     | 5      | —   | 383   | -            |
| № 9 Александра Светлицкая | 3      | 3   | 270   | 1            |
| № 15 Лариса Савина        | 3      | 3   | 151   | -            |
| № 6 Галина Комарова       | 3      | —   | 133   | -            |
| № 1 Светлана Петько (вр.) | 2      | (2) | 180   | -            |
| № 14 Ольга Кремлева       | 2      | 1   | 103   | -            |
| № 8 Ирина Григорьева      | 1      | —   | 90    | -            |
| № 4 Наталья Карасёва      | 1      | —   | 90    | -            |
| № 7 Татьяна Егорова       | 1      | —   | 66    | -            |

| 20.05.2000 Отборочный матч ЧЕ-2001 | Россия | 3:0    | Финляндия | Селятино |
| |        | детали |           |          |
| Россия: Петько №1, Карасёва № 4, Филиппова №5, Комарова №6 ( 46'), Егорова №7 ( 66'), Григорьева №8, Светлицкая №9 ( 57′, 60′), Савина №11 ( 31') |        |        |           |          |

| 14.06.2000 Отборочный матч ЧЕ-2001                                                                                 | Россия | 5:2    | Дания | Селятино |
| |        | детали |       |          |
| Россия: Петько №1, Филиппова №5, Комарова №6 ( 57' Кремлева №14), Светлицкая №9 ( 7′), Савина №11 ( 61′, 65′, 90′) |        |        |       |          |

| 24.06.2000 Отборочный матч ЧЕ-2001                                                                 | Югославия | 0:1    | Россия | Ниш |
| |           | детали |        |     |
| Россия: Филиппова №5, Комарова №6 ( 30' Кремлева №14 37′), Светлицкая №9 ( 78'), Савина №11 ( 30') |           |        |        |     |

| 13.08.2000 Товарищеский матч | США | 7:1         | Россия | Аннаполис        |
|                              |     | Отчет Видео |        | Зрителей: 21 278 |
| Россия: Филиппова №5 ( 63')  |     |             |        |                  |

| 15.08.2000 Товарищеский матч | США | 1:1   | Россия | Колледж-Парк           |
|                              |     | Отчет |        | Зрителей: без зрителей |
| Россия: Филиппова №5         |     |       |        |                        |

## Изменения в составе
По сравнению с 1999 годом в составе клуба произошли следующие изменения:
- УШЛИ:
  - Наталья Дорошева — завершила выступления, полузащитник, в 1992—1995 и 1997—1999 гг. провела за «ЦСК ВВС» 111 матчей в ЧР, забила 10 мячей[2]
  - Олеся Терёшина — завершила выступления, полузащитник, в 1998—1999 гг. провела за «ЦСК ВВС» 17 матчей в ЧР[3]
- ПРИШЛИ:
  - Мария Брылёва из клуба «Энергия» (Воронеж)
  - Наталья Грабельникова — из клуба «Идель» (Уфа)

## Чемпионат

### Календарь игр
| Дата  | Хозяева    | Счёт | Гости     | Голы |
| ----- | ---------- | ---- | --------- | ---- |
| 01.05 | ЦСК ВВС    | 3:0  | Диана     |      |
| 06.05 | Рязань-ТНК | 1:1  | ЦСК ВВС   |      |
| 09.05 | Чертаново  | 0:2  | ЦСК ВВС   |      |
| 23.05 | ЦСК ВВС    | 4:0  | Волжанка  |      |
| 05.06 | ЦСК ВВС    | 1:1  | Лада      |      |
| 30.06 | ЦСК ВВС    | 5:1  | Кубаночка |      |
| 09.07 | Энергия    | 1:0  | ЦСК ВВС   |      |
| 21.07 | Волжанка   | 0:2  | ЦСК ВВС   |      |

| Дата  | Хозяева   | Счёт | Гости      | Голы |
| ----- | --------- | ---- | ---------- | ---- |
| 24.07 | Диана     | 1:2  | ЦСК ВВС    |      |
| 22.08 | ЦСК ВВС   | 1:0  | Энергия    |      |
| 25.08 | ЦСК ВВС   | 5:0  | Дон-Текс   |      |
| 29.08 | ЦСК ВВС   | 3:4  | Рязань-ТНК |      |
| 01.09 | ЦСК ВВС   | 1:0  | Чертаново  |      |
| 17.09 | Лада      | 3:1  | ЦСК ВВС    |      |
| 25.09 | Кубаночка | 1:0  | ЦСК ВВС    |      |
| 29.09 | Дон-Текс  | 1:4  | ЦСК ВВС    |      |

### Результаты выступлений
| Место | И  | В  | Н | П | М     | О  | Кубок России | Бомбардир          | Примечание |
| ----- | -- | -- | - | - | ----- | -- | ------------ | ------------------ | ---------- |
|       | 16 | 10 | 2 | 4 | 35-14 | 32 | 1/2 финала   | -21 Ольга Кремлева | [ 6 ]      |

### Бронзовые призёры России
| № |             | Поз. | Имя                    | Год рождения |
| - | ----------- | ---- | ---------------------- | ------------ |
|   | Флаг России | Вр   | Светлана Петько        | 06.06.1970   |
|   | Флаг России | Нап  | Юлия Матвеева          | 29.04.1975   |
|   | Флаг России | ПЗ   | Марина Примак          | 21.02.1972   |
|   | Флаг России | Защ  | Орынбасар Дауренбекова | 03.09.1968   |
|   | Флаг России | Защ  | Наталья Филиппова      | 02.07.1975   |
|   | Флаг России | ПЗ   | Сауле Джарболова       | 23.10.1973   |
|   | Флаг России | Нап  | Ирина Григорьева       | 21.01.1972   |
|   | Флаг России | Нап  | Александра Светлицкая  | 20.08.1971   |
|   | Флаг России | ПЗ   | Татьяна Егорова        | 10.03.1970   |

| № |             | Поз. | Имя                   | Год рождения |
| - | ----------- | ---- | --------------------- | ------------ |
|   | Флаг России | Нап  | Лариса Савина         | 25.11.1970   |
|   | Флаг России | ПЗ   | Лилия Васильева       | 13.03.1974   |
|   | Флаг России | ПЗ   | Мария Брылёва         | 25.11.1975   |
|   | Флаг России | Защ  | Разия Нуркенова       | 04.05.1968   |
|   | Флаг России | Вр   | Мария Пигалева        | 19.02.1981   |
|   | Флаг России | ПЗ   | Галина Комарова       | 12.08.1977   |
|   | Флаг России | Защ  | Кулистан Боташова     | 30.07.1967   |
|   | Флаг России | ПЗ   | Наталья Карасёва      | 30.04.1977   |
|   | Флаг России | ПЗ   | Наталья Грабельникова | 25.08.1975   |